# 山南站
山南站是一個位於中國西藏自治區山南市乃东区泽当街道的鐵路車站，是拉林鐵路的第三大车站。拉林线上所有旅客列车均在本站停车。车站站房面积15000平方米，外立面设立灵感源于雍布拉康；站场设5条到发线。